# Élection présidentielle israélienne de 1962
L'élection présidentielle israélienne de 1962 se déroule le 30 octobre 1962 afin que les membres de la Knesset désignent le président de l'État d'Israël. Yitzhak Ben-Zvi, seul candidat, est réélu pour un 3e mandat.

## Résultats
| Candidat        | Voix |
| --------------- | ---- |
| Yitzhak Ben-Zvi | 62   |
| Votes blancs    | 42   |
| Total           | 104  |